# Matriz cartilaginosa
A matriz cartilaginosa se refere aos componentes estruturais onde estão contidos células, uma espécie de rede de tecidos e substâncias, dando sustentação ao tecido como um todo.